# علی بابایف
علی بابایف (ترکی آذربایجانی: Əli Babayev؛ زادهٔ ۱ نوامبر ۱۹۹۰) بازیکن فوتبال اهل اسرائیل است.
وی همچنین در تیم ملی فوتبال جمهوری آذربایجان بازی کرده‌است.